# Thomas Edgar Pemberton
Pour les articles homonymes, voir Pemberton.
Thomas Edgar Pemberton (1849-1905) est un homme de lettres britannique principalement connu pour ses biographies de dramaturge et qui publia également plusieurs romans et pièces de théâtre. Il fut critique de théâtre au Birmingham Daily Post (en) de 1882 à 1900, où il succéda à son ami Samuel Timmins.